# Oberlützingen

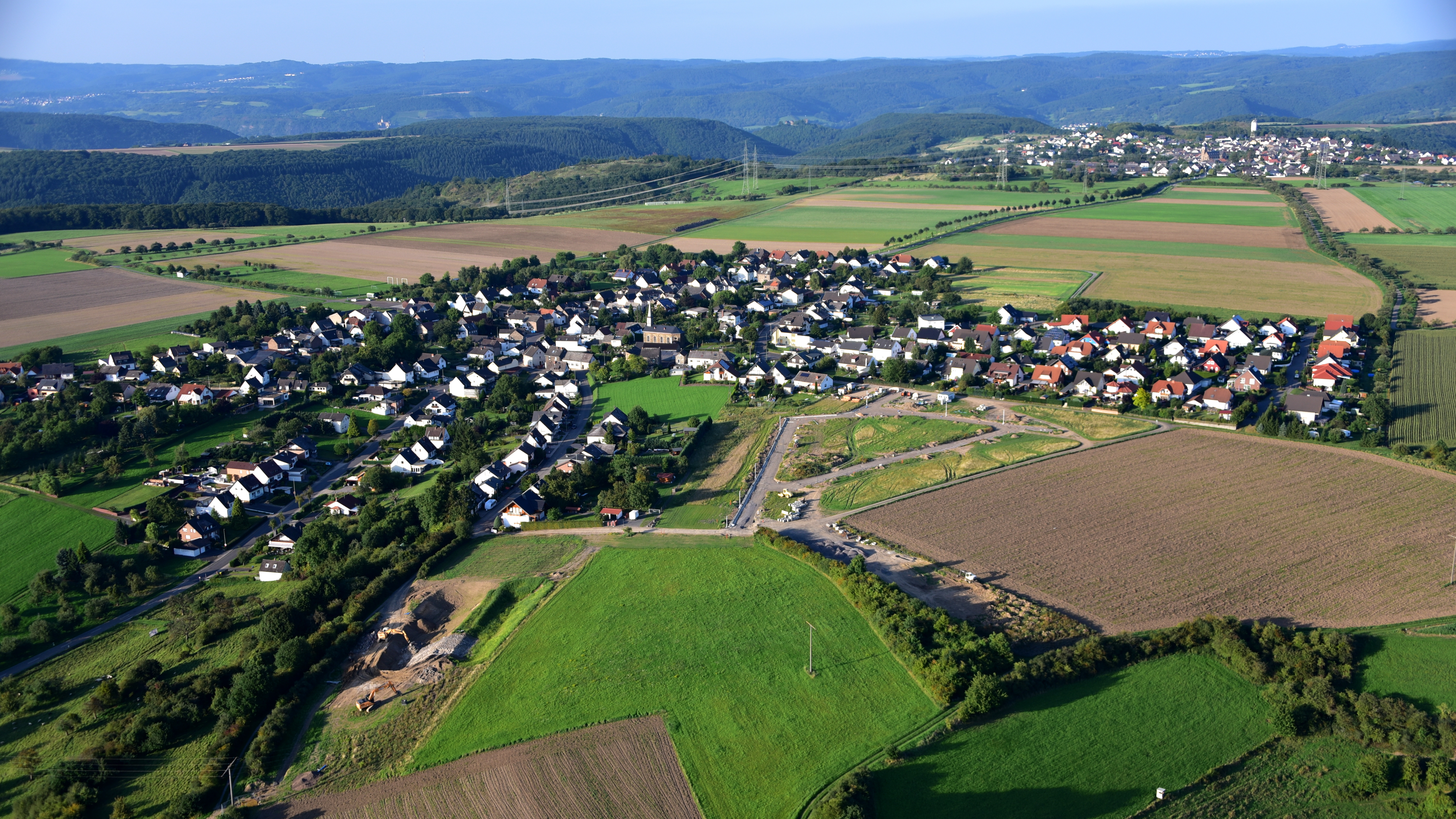
Oberlützingen, Luftaufnahme (2017)

Oberlützingen (amtlich Lützingen) ist ein Ortsteil in der Ortsgemeinde Burgbrohl im rheinland-pfälzischen Landkreis Ahrweiler.
Hoch über dem Rheintal, von Brohl- und Vinxtbachtal begrenzt, liegen die beiden Dörfer Nieder- und Oberlützingen auf einem Plateau, von dem aus sich der Blick bis weit über die Ausläufer der Eifel erstreckt. Die beiden gesellschaftlich, kulturell und kirchlich verbundenen Orte waren seit der Übernahme des Rheinlands durch Preußen im Jahre 1815 eigenständige Gemeinden und gehörten zur Bürgermeisterei Burgbrohl im Kreis Mayen. Im Rahmen der Mitte der 1960er Jahre begonnenen rheinland-pfälzischen Gebiets- und Verwaltungsreform wurde am 7. Juni 1969 aus den Gemeinden Burgbrohl, Niederoberweiler und Oberlützingen die neue Gemeinde Burgbrohl gebildet, die der Verbandsgemeinde Brohltal angehört. Aus den Gemeinden Niederlützingen und Brohl wurde am 7. November 1970 die Gemeinde Brohl (seit 1. Februar 1971 umbenannt in Brohl-Lützing) neu gebildet; Brohl-Lützing gehört der Verbandsgemeinde Bad Breisig an.
So wurde aus
- Oberlützingen der Ortsteil Lützingen in der Ortsgemeinde Burgbrohl
- Niederlützingen der Ortsteil Lützing in der Ortsgemeinde Brohl-Lützing

Oberlützingen gehört aber kirchlich gesehen, zu der Pfarrei Brohl-Lützing.
Oberlützingen hat zurzeit (Stand 2005) über 700 Einwohner, deren Durchschnittsalter bedingt durch die rege Bautätigkeit und den Zuzug vieler junger Familien weniger als 40 Jahre beträgt.